# بنیسانو
بنیسانو (به اسپانیایی: Benisanó) یک شهرستان در اسپانیا است که در Camp de Túria واقع شده‌است.

## خصوصیات
بنیسانو ۲٫۳ کیلومترمربع مساحت و ۲٬۱۳۶ نفر جمعیت دارد و ۷۰ متر بالاتر از سطح دریا واقع شده‌است.